# Ingūna Butāne
Ingūna Butāne, conosciuta anche solo come Inguna (Riga, 24 febbraio 1986), è una modella lettone.

## Biografia
Ingūna Butāne fu scoperta in un concorso lettone da uno scout di Women Management di Milano, ma decise prima di finire gli studi a Mosca in design d'interni per poi trasferirsi a New York per intraprendere la carriera nella moda.
Appare in campagne pubblicitarie per Armani Jeans, Neiman Marcus, Dolce & Gabbana, Marc Jacobs, Bergdorf Goodman, L'Oréal, Furla, Victoria's Secret, Escada, X-CAPE; nel 2011 è il volto di Bottega Veneta. Per Victoria's Secret apparirà anche nei Fashion Show del 2005, 2007, 2008.
Sfilerà per Dirk Bikkembergs, Bottega Verde, Fendi, Carolina Herrera, Dior, Ralph Lauren, Gucci, Marc Jacobs, Badgley Mischka, DKNY, Moschino, Emanuel Ungaro, Oscar de la Renta, Yohji Yamamoto, Gianfranco Ferré, Roberto Cavalli, Alexander McQueen, Chanel, Alice Roi.